# گورستان الف صومعه دل
گورستان الف صومعه دل مربوط به هزاره اول قبل از میلاد است و در شهرستان ورزقان، بخش مرکزی، دهستان ازومدل جنوبی، ۲۸۰۰ متری روستای صومعه دل واقع شده و این اثر در تاریخ ۲۸ شهریور ۱۳۸۶ با شمارهٔ ثبت ۱۹۵۷۲ به‌عنوان یکی از آثار ملی ایران به ثبت رسیده است.